# 400 mètres masculin aux Jeux olympiques d'été de 1972 (athlétisme)
Navigation
Mexico 1968 Montréal 1976
L'épreuve du 400 mètres masculin aux Jeux olympiques de 1972 s'est déroulée du 3 au 7 septembre 1972 au Stade olympique de Munich, en République fédérale d'Allemagne.  Elle est remportée par l'Américain Vincent Matthews.

## Résultats

### Finale
| Rang               | Athlète                | Pays                 | Temps   |
| ------------------ | ---------------------- | -------------------- | ------- |
| Médaille d'or      | Vincent Matthews       | États-Unis           | 44 s 66 |
| Médaille d'argent  | Wayne Collett          | États-Unis           | 44 s 80 |
| Médaille de bronze | Julius Sang            | Kenya                | 44 s 92 |
| 4                  | Charles Asati          | Kenya                | 45 s 13 |
| 5                  | Horst-Rüdiger Schlöske | Allemagne de l'Ouest | 45 s 31 |
| 6                  | Markku Kukkoaho        | Finlande             | 45 s 49 |
| 7                  | Karl Honz              | Allemagne de l'Ouest | 45 s 68 |
|                    | John Smith             | États-Unis           | DNF     |

## Légende
Records et Performances
- AR : Record continental (area record)
- CR : Record des championnats (championship record)
- MR : Record du meeting (meet record)
- NR : Record national (national record)
- OR : Record olympique (olympic record)
- PR : Record paralympique (paralympic record)
- PB : Record personnel (personal best)
- SB : Meilleure performance personnelle de la saison (season's best)
- WL : Meilleure performance mondiale de l'année (world leader)
- WJR : Record du monde junior (world junior record)
- WR : Record du monde (world record)

Circonstances et Conditions
- DNF : N'a pas terminé (did not finish)
- DNS : N'a pas pris le départ (did not start)
- DQ : Disqualification (disqualification)
- NM : Aucun essai valable enregistré (No Mark)
- Q : Qualifié « directement » au prochain tour (ou à la prochaine compétition), lors d'une compétition majeure, grâce au classement ou à la réalisation des minima (automatic qualifier)
- q : Qualifié au prochain tour (ou à la prochaine compétition), lors d'une compétition majeure, grâce au repêchage ou à la réalisation de l'une des meilleures performances parmi celles des « non qualifiés directement » (grâce au meilleur temps ou à la meilleure distance par exemple) (secondary qualifier)